# 臧士雄
臧士雄，中华人民共和国政治人物、外交官。1987年，接替管子怀担任中华人民共和国驻阿曼大使。1992年，由张志祥接任。